# Viscount Wenman
Viscount Wenman, of Tuam in the County of Galway, war ein erblicher britischer Adelstitel in der Peerage of Ireland.

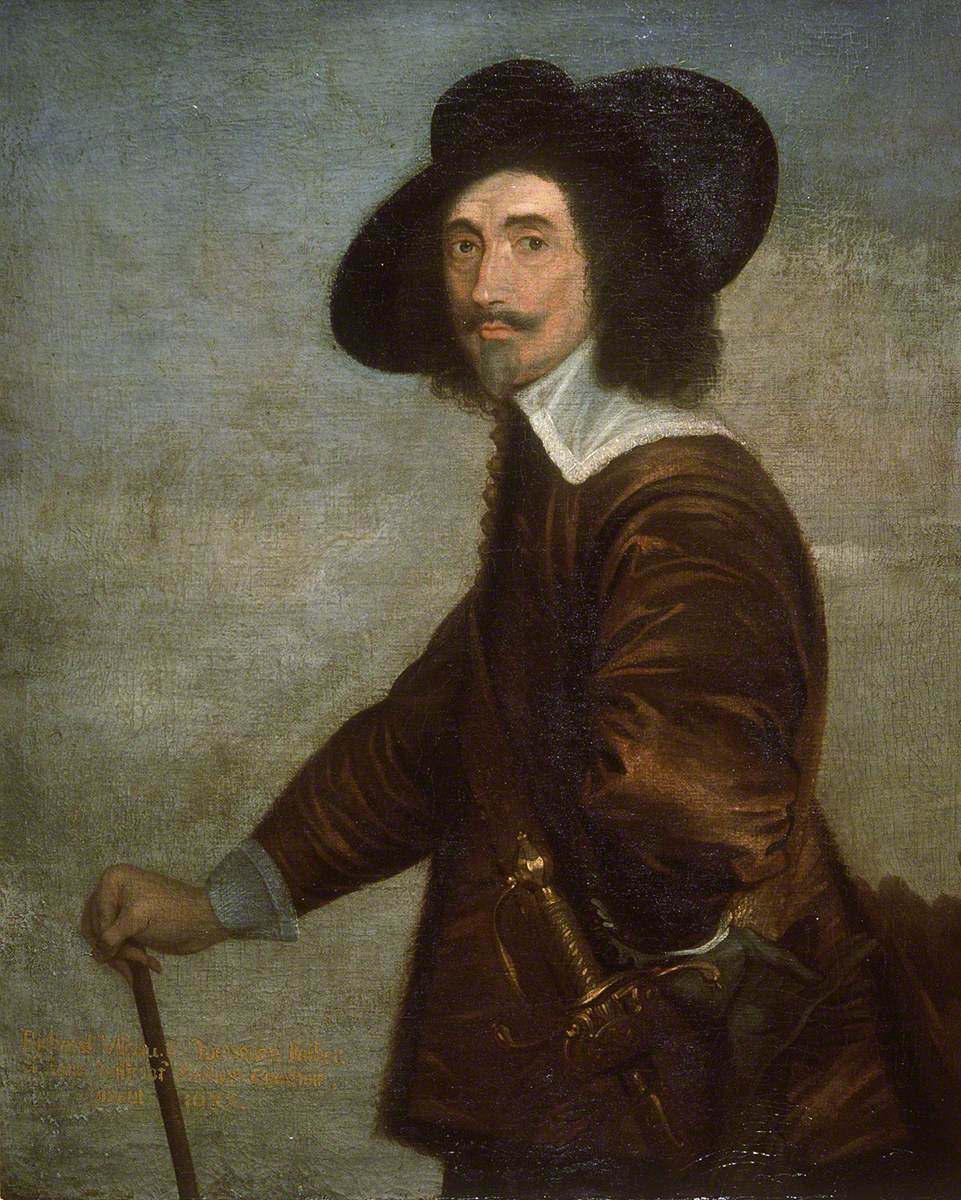
Richard Wenman, 1. Viscount Wenman, 1633

## Verleihung und nachgeordnete Titel
Der Titel wurde am 30. Juli 1628 für den englischen Politiker Sir Richard Wenman geschaffen, zusammen mit dem nachgeordneten Titel Baron Wenman, of Kilmaynham in the County of Meath. Sein jüngerer Sohn, der 3. Viscount, erwirkte 1683, nachdem sein einziger Sohn kinderlos gestorben war, beim König die Neuausstellung der Verleihungsurkunde, mit dem besonderen Zusatz, dass die Titel auch an seinen Großneffen, Sir Richard Wenman, 2. Baronet, und dessen männliche Nachkommen vererbbar seien. Dieser hatte bereits 1680 den am 29. November 1662 in der Baronetage of England seinem Vater Francis Wenman (um 1630–1680) verliehenen Titel Baronet, of Caswell in the County of Oxford, geerbt und erbte 1686 entsprechend auch die beiden irischen Titel als 4. Viscount. Alle drei Titel erloschen schließlich beim Tod von dessen kinderlosem Urenkel, dem 7. Viscount, am 26. März 1800.
Erbin der Besitzungen des letzten Viscounts wurde dessen Schwester Hon. Sophia Wenman, die William Humphrey Wykeham, Gutsherr von Swalcliffe in Oxfordshire, heiratete. Für deren Enkelin Sophia Elizabeth Wykeham wurde am 3. Juni 1834 der Titel Baroness Wenman, of Thame Park and Swalcliffe in the County of Oxford, in der Peerage of the United Kingdom neu geschaffen. Da die Baroness unverheiratet blieb, erlosch ihr Titel bei ihrem Tod am 9. August 1870.

## Liste der Titelinhaber

### Viscounts Wenman (1628)
- Richard Wenman, 1. Viscount Wenman (1573–1640)
- Thomas Wenman, 2. Viscount Wenman († 1665)
- Philip Wenman, 3. Viscount Wenman (1610–1686)
- Richard Wenman, 4. Viscount Wenman (1657–1690)
- Richard Wenman, 5. Viscount Wenman (1688–1729)
- Philip Wenman, 6. Viscount Wenman (1719–1760)
- Philip Wenman, 7. Viscount Wenman (1742–1800)

### Barons Wenman, zweite Verleihung (1834)
- Sophia Elizabeth Wykeham, 1. Baroness Wenman (1790–1870)